# Pointe-Verte
Pointe-Verte est un ancien village du Nouveau-Brunswick, au Canada. Il fait partie de la ville de Belle-Baie depuis la réforme de la gouvernance locale du 1er janvier 2023. Il se trouve sur la route du littoral acadien. Il comprend une population de 886 habitants répartis en plus de 400 familles. Pointe-Verte est un village typiquement acadien où la pêche a toujours été le centre d'intérêt principal de la communauté. Selon les saisons, on y pêche le homard, la pétoncle ou la morue.

## Toponyme
Le village est nommé d'après la pointe du même nom s'avançant dans la baie des Chaleurs. Il a porté le nom de Green Point, équivalent anglophone de « Pointe-Verte », jusqu'en 1938.

## Géographie
Pointe-Verte est situé au bord de la baie des Chaleurs. Le village est situé sur la route 11, la route du littoral acadien, entre les villages de Petit-Rocher et Belledune. Bathurst est la ville la plus importante des environs, à 40 km au sud. Son territoire est plutôt plat. Tout comme l'ensemble du Nord-est de la province, la plupart des terres sont recouvertes de forêts. La superficie du village est de 13,79 km2.
Pointe-Verte est généralement considérée comme faisant partie de l'Acadie.

### Climat
Une station météorologique est située non loin, à Belledune. Le village bénéficie d'un climat continental humide. Le mois le plus chaud a une température moyenne de 18,5 °C et le plus froid une température de −11,3 °C. Le village reçoit 1 000 mm de précipitations annuellement dont 300 cm de neige. La journée la plus chaude fut le 5 juillet 1983, avec 37 °C et la plus froide fut le 22 janvier 1984, avec −36 °C. La journée ayant eu le plus de précipitations fut le 22 juillet 1982, avec 82,2 mm de pluie. Le 24 mars 1972 a le record de neige, avec 45,7 cm, alors que la plus importante accumulation a eu lieu le 16 janvier 1981, avec 83 cm.
| Mois                              | jan.  | fév.  | mars | avril | mai  | juin | jui. | août | sep. | oct. | nov. | déc.  | année |
| --------------------------------- | ----- | ----- | ---- | ----- | ---- | ---- | ---- | ---- | ---- | ---- | ---- | ----- | ----- |
| Température minimale moyenne (°C) | −15,8 | −14,3 | −8,7 | −2    | 3,7  | 9,6  | 13,2 | 12,4 | 7,6  | 2    | −3,1 | −11,7 | −0,6  |
| Température moyenne (°C)          | −11,3 | −9,6  | −4,3 | 1,8   | 8,7  | 14,8 | 18,5 | 17,3 | 12,3 | 6,2  | 0,2  | −7,7  | 3,9   |
| Température maximale moyenne (°C) | −6,8  | −4,9  | 0    | 5,7   | 13,7 | 20   | 23,7 | 22,2 | 17   | 10,4 | 3,4  | −3,6  | 8,4   |
| Précipitations (mm)               | 76,7  | 60,8  | 80,5 | 75,3  | 82,4 | 81,2 | 96,3 | 84,2 | 68,7 | 78,1 | 82,4 | 103,3 | 970   |
| dont pluie (mm)                   | 12    | 11    | 26,4 | 52,1  | 81,7 | 81,2 | 96,3 | 84,2 | 68,7 | 77,6 | 59,2 | 34,2  | 684,6 |
| dont neige (cm)                   | 64,7  | 49,8  | 54,1 | 23,2  | 0,7  | 0    | 0    | 0    | 0    | 0,5  | 23,2 | 69    | 285,2 |

## Histoire
Pointe-Verte est situé dans le territoire historique des Micmacs, plus précisément dans le district de Gespegeoag, qui comprend le littoral de la baie des Chaleurs. Ce territoire est revendiqué d'abord par les Iroquois et ensuite seulement par les Mohawks.
La seigneurie de Népisiguit est concédée en 19 mars 1691 au Sieur Jean Gobin, un marchand de Québec; elle avait un territoire long de 12 lieues et profond de 10 lieues, à partir du littoral de la baie et probablement centré sur la rivière Népisiguit ce qui, selon William Francis Ganong, inclut le site de Pointe-Verte. Gobin donne la seigneurie à Richard Denys de Fronsac. La seigneurie, par l'héritage à sa femme, tombe aux mains de Rey-Gaillard, qui la possédait en 1753. Cooney parle d'une concession à un certain Enaud, qui est vraisemblablement Philippe Hesnault, seigneur de Pokemouche et peut-être agent de Gobin.
En 1825, le territoire de Pointe-Verte est touché par les Grands feux de la Miramichi.
L'histoire moderne de Pointe-Verte débute en 1866, alors qu'une trentaine de familles s'y établissent pour l'agriculture et la pêche. En 1871, la population de Pointe-Verte et des districts environnants s’élève à 300 personnes. En 1898, Pointe-Verte contient un bureau de poste, un hôtel et une population de 150 personnes. Le moulin M.T.H. Fournier est détruit par les flammes en 1919. Il est reconstruit mais détruit à nouveau le 3 juillet 1922. Le bureau de poste est renommé Pointe-Verte en 1938. La paroisse Saint-Vincent-de-Paul est détachée de celle de Petit-Rocher en 1944. Les Filles de Marie Auxiliatrice s'installent en 1953 et inaugurent leur postulat en 1955. L'école Séjour-Jeunesse est inaugurée en 1953.
C'est finalement le 9 novembre 1966 que le village de Pointe-Verte est constitué en municipalité,. La municipalité annexe les secteurs de Pointe-Verte-Nord et Pointe-Verte-Sud au tout début des années 1980.

## Chronologie municipale

Évolution territoriale de la paroisse de Beresford après 1966.

En 1814 La paroisse de Beresford s'étendit jusque dans le comté de Northumberland. C'est en 1826 que le comté de Gloucester a été créé à partir de la paroisse de Beresford et de la paroisse de Saumarez. En 1826, le comté de Restigouche, incluant les paroisses d'Addington et de Durham, est formé à partir de l'ouest de la paroisse de Beresford. En 1837, une partie du territoire de la paroisse de Beresford est transférée à la paroisse de Durham. Dans les années 1881, les limites du comté sont modifiées et la paroisse s'en trouve agrandie. C'est en 1966 jusqu'à nos jours, la municipalité du comté de Gloucester est dissoute et la paroisse de Beresford devient un district de services locaux. Une partie de la paroisse devient la ville de Beresford, les villages de Petit-Rocher, Nigadoo et Pointe-Verte et les DSL d'Alcida, de Dunlop, de Laplante, de Madran, de Nicholas-Denys, de Petit-Rocher-Nord, de Petit-Rocher-Sud, de Robertville, de Saint-Laurent et de Tremblay,.

## Démographie
La population du village était de 1 041 personnes en 2001, 971 personnes en 2006,  976 en 2011 et 886 en 2016. D'après le recensement de Statistique Canada en 2006, sur un total approximatif de 970 personnes, 445 étaient des hommes tandis que 500 étaient des femmes.

### 2006
Les enfants de 0 à 9 ans étaient au nombre de 45, soit 20 garçons et 25 filles. Le groupe des 10 à 14 ans donnait 60 au total divisée respectivement en deux pour en donner 30 de chaque côté. Quant aux 15 à 19 ans, ils en comportent 65 soit divisée en 25 pour les garçons et 35 pour les filles. Le groupe des 20 à 24 ans, 30 au total divisé également en 2 pour un total de 15. Pour les 25 à 29 ans, le total de 35 est divisée en 15 hommes et 25 femmes. Le groupe des 30 à 34 ans en contenait 65 dont, la majorité étant des hommes avec 40 personnes tandis que les femmes étaient d'un total de 25. Pour ce qui est des 35 à 39 ans, les résultats étaient de 65 dont, 40 hommes contre 25 femmes. 85 personnes se trouvaient dans le groupe des 40 à 44 ans dont, 40 hommes et 50 femmes. Le village contenait 110 personnes entre 45 et 49 ans ce qui en fait le groupe qui en contient le plus de tous les groupes, 55 hommes et 50 femmes. Le groupe des 50 à 54 ans contenaient 90 personnes, dont 45 hommes et 50 femmes. Pour ce qui est des 55 à 59 ans, 60 étaient des hommes et 50 étaient des femmes pour un total de 105. Pour les personnes âgées de 60 à 64 ans, 40 étaient des hommes et 40 étaient des femmes pour un total de 85 personnes. Pour ce qui est des 65 à 69 ans, pour un total de 50, 30 étaient des hommes et 30 étaient des femmes. Le groupe des 70 à 84 ans et plus en contenait au total 100 dont 65 étaient des hommes et 35 étaient des femmes. L'âge médian de la population du village était donc de 47,8 ans et ceux qui sont âgés de 15 ans était de 89,7 %.
Le village comptait 462 logements privés en 2006, dont 405 occupés par des résidents habituels. Parmi ces logements, 86,4 % sont des maisons individuelles, 8,6 % sont des maisons jumelées, 3,7 % sont des maisons en rangée et aucun n'est des appartements, des duplex ou des immeubles. De plus, 2,5 % des logements entrent dans la catégorie « autres », tels que les maisons-mobiles. 87,7 % des logements sont possédés alors que 12,3 % sont loués. 74 % ont été construits avant 1986 et 16 % ont besoin de réparations majeures. Les logements comptent en moyenne 6 pièces et 2,5 % des logements comptent plus d'une personne habitant par pièce. Les logements possédés ont une valeur moyenne de 77 813 $ comparativement à 119 549 $ pour la moyenne provinciale.

### 2011
La population se dénombrait au nombre de 976 personnes au récent recensement recueilli en 2011. Comparativement à 2006, la variation de population a augmenté de 0,5 %. Le nombre de logements privés est de 464, soit une augmentation de deux logements.
| 1981  | 1986  | 1991  | 1996  | 2001  |
| ----- | ----- | ----- | ----- | ----- |
| 1 335 | 1 257 | 1 193 | 1 122 | 1 041 |

| 2006 | 2011 | 2016 | - | - |
| ---- | ---- | ---- | - | - |
| 971  | 976  | 886  | - | - |

## Administration
(juillet 2016).

### Conseil municipal
Le conseil municipal est formé d'un maire et de quatre conseillers généraux. Il siège dans la salle du Conseil Maxime Lejeune qui est situé dans le complexe Roland C. Boludreau,.
Le conseil municipal actuel est élu lors de l'élection quadriennale de mai 2016.
Conseil municipal actuel
| Mandat      | Fonctions            | Nom(s)                                                                   |
| ----------- | -------------------- | ------------------------------------------------------------------------ |
| 2012 - 2016 | Maire                | Daniel Guitard                                                           |
| 2012 - 2016 | Conseillers généraux | Marc Arseneau, Normand Doiron, Alvine Haché, Michel Haché, John Kowtaluk |

Anciens conseils municipaux
| Mandat      | Fonctions   | Nom(s)                                                     |
| ----------- | ----------- | ---------------------------------------------------------- |
| 2008 - 2012 | maire       | Paul Desjardins                                            |
| 2008 - 2012 | conseillers | Marc Arseneau, Alvine Haché, Michel Haché, Raphaël Lagacé. |

|  | Indépendant | 1969-1974 | Évangéliste Boudreau |
|  | Indépendant | 1974-1980 | Walter Savoie        |
|  | Indépendant | 1980-1983 | Claude Lagacé        |
|  | Indépendant | 1983-1991 | Jean-Baptiste Roy    |
|  | Indépendant | 1991-2001 | Maxime Lejeune       |
|  | Indépendant | 2001-2004 | Joël Lagacé          |
|  | Indépendant | 2004-2012 | Paul Desjardins      |
|  | Indépendant | 2012-2014 | Daniel Guitard       |
|  | Indépendant | 2014-     | Normand Doiron       |

### Commission de services régionaux
Pointe-Verte fait partie de la Région 3, une commission de services régionaux (CSR) devant commencer officiellement ses activités le 1er janvier 2013. Pointe-Verte est représenté au conseil par son maire. Les services obligatoirement offerts par les CSR sont l'aménagement régional, la gestion des déchets solides, la planification des mesures d'urgence ainsi que la collaboration en matière de services de police, la planification et le partage des coûts des infrastructures régionales de sport, de loisirs et de culture; d'autres services pourraient s'ajouter à cette liste.

### Représentation
Pointe-Verte est membre de l'Association francophone des municipalités du Nouveau-Brunswick.
 Nouveau-Brunswick: Pointe-Verte fait partie de la circonscription de Nigadoo-Chaleur, qui est représentée à l'Assemblée législative du Nouveau-Brunswick par Roland Haché, du parti libéral. Il fut élu en 1999 et réélu depuis.
 Canada: La circonscription d'Acadie-Bathurst est représentée à la Chambre des communes du Canada par Yvon Godin, du NPD. Il fut élu lors de l'élection de 1997 contre le député sortant Doug Young, en raison du mécontentement provoqué par une réforme du régime d’assurance-emploi.

## Économie
La pêche est le principal moteur économique comme dans la plupart des régions du Nouveau-Brunswick. Les gens vivent aussi de l'industrie minière et du tourisme. Il y a une succursale de la Caisse populaire des Fondateurs, basée à Petit-Rocher et membre d'UNI Coopération financière. Plusieurs services sont offerts comme le service au comptoir, le guichet automatique, le prêt personnel, le prêt hypothécaire et la marge de crédit. La Caisse populaire de Petit-Rocher, première Caisse populaire acadienne fondée en 1936 et la Caisse populaire de Pointe-Verte, fondée en 1937, fusionnèrent en 1999 et formèrent la Caisse populaire Petit-Rocher - Pointe-Verte. Cette dernière, ainsi que la Caisse populaire de Robertville, fondée en 1939, fusionnèrent en novembre 2002 pour devenir la Caisse populaire des Fondateurs,.
Entreprise Chaleur, un organisme basé à Bathurst faisant partie du réseau Entreprise, a la responsabilité du développement économique de la région.
L'activité économique de la région est dominée par l'exploitation forestière, les mines et les télécommunications. Un grand nombre d'emplois sont également disponibles dans la commerce de détail, les services publics ainsi que dans l'industrie manufacturière. L'activité économique est en fait concentrée principalement à Belledune et Bathurst.

## Vivre à Pointe-Verte

### Éducation
L’école Séjour-Jeunesse accueille les élèves de la maternelle à la 8e année. C'est une école publique francophone faisant partie du sous-district 3 du district scolaire Francophone Nord-Est L'objectif premier de l'école vise la réussite pour tous les élèves. Grâce au dévouement du personnel, les jeunes s'épanouissent autant au niveau scolaire que personnel. C'est une école qui collabore avec les familles et étroitement avec le comité parental d'appui et les communautés environnantes. Les élèves doivent poursuivre leurs études à l'école secondaire Népisiguit de Bathurst. Cette ville possède d'ailleurs le CCNB-Bathurst. Dans l'établissement de l'école Séjour-Jeunesse, on peut retrouver le Centre d'apprentissage pour adulte ayant pour but d'améliorer leurs compétences. L'université la plus proche est à Shippagan. Il y a une bibliothèque à Petit-Rocher.

### Santé
Le village bénéficie du centre de santé Chaleur, offrant plusieurs services dont le traitement des problèmes de santé communs tels que des infections, des grippes, des sortes de toux, des sinusites, des maux d'estomac et autres ainsi qu'un suivi et de l'enseignement sur l'hypertension, le diabète et d'autres conditions chroniques incluant un service d'ambulance. Le poste d'Ambulance Nouveau-Brunswick le plus proche est toutefois à Belledune et l'hôpital le plus proche est l'hôpital régional Chaleur, de Bathurst.

### Autres services publics
Pointe-Verte possède un bureau de poste et des institutions financières; la population doit toutefois se rendre à Bathurst pour des services complémentaires.
Pointe-Verte possède aussi une caserne de pompiers, située dans l'édifice municipal. La première réunion de la brigade d'incendie de Pointe-Verte a eu lieu à l'école du même endroit en 1970. La brigade est entrée officiellement en fonction en 1971 et à ses débuts, elle comptait 30 pompiers et recevait de l'équipement des municipalités de Dalhousie et d'Eel River Crossing.
Depuis 1981, le village met en commun ses services policiers avec les municipalités de Beresford, Nigadoo et Petit-Rocher, dans le cadre de la police régionale BNPP. Le détachement de la Gendarmerie royale du Canada le plus proche est à Belledune.
La collecte des déchets et matières recyclables est effectuée par la Commission de gestion des déchets solides de Népisiguit-Chaleur.
Les francophones bénéficient du quotidien L'Acadie nouvelle, rédigé à Caraquet, ainsi qu'à l'hebdomadaire L'Étoile, de Dieppe. Sous cette même branche, ils ont aussi accès à l'hebdomadaire L'Étoile Chaleur. Les anglophones bénéficient des quotidiens Telegraph-Journal, publié à Saint-Jean ainsi que de l'hebdomadaire Northern Light, de Bathurst.

### Religion
L'église catholique Saint-Vincent-de-Paul offre la messe dominicale par le père Aldéric Roy et plusieurs services dont les funérailles, la catéchèse pour les groupes de la maternelle à la 6e année et les urgences. La paroisse fait partie du diocèse de Bathurst.

### Sport et parcs
Le parc Atlas est un complexe récréo-touristique construit autour d'un ancien chantier de calcaire qui aurait été exploité de 1954 à 1956 puis à nouveau en 1962. Dans l'année qui suivit, ce chantier s'est transformé en un lac grâce à une source d'eau qui aurait rempli le trou. Plusieurs années plus tard, une forêt, que les villageois qualifient de majestueuse, se forma autour de ce lac limpide. C'est finalement en 1990 que le parc Atlas ouvrit ses portes au grand public. Aujourd'hui, pendant l'été, on y pratique le pédalo, la pêche, la plongée sous-marine ou simplement la marche dans les divers sentiers. L'hiver, la raquette, le ski de fond et de nombreuses activités font le plaisir de bien des gens autant à l'intérieur de la région qu'à l'extérieur.

## Culture

### Personnalités
- Danny Boudreau (1967 - ), chanteur, compositeur et guitariste;
- Roland Boudreau (1935 - 2019), homme politique;
- Joseph Fournier (1905-1992), homme politique;
- Michel Fournier (1905 - ), homme politique;
- Justin Guitard (1988- ), cinéaste et animateur
- Pascal Lejeune, auteur-compositeur-interprète.

### Évènements et festival
Le Festival du Pêcheur est une fête dans le village qui se déroule durant la fin de semaine de la Fête des pères. Il regroupe généralement des activités comme un tournoi de pêche et des soirées cabaret. Les activités se déroule presque tous au Parc Atlas. Ce même festival a changé de nom en 2010 passant du "Festival de la pétoncle géante" au "Festival du Pêcheur", car la pétoncle géante se faisaient de moins en moins pêcher dans la région.

### Langue
Selon la Loi sur les langues officielles, Pointe-Verte est officiellement francophone puisque moins de 20 % de la population parle l'anglais.